# Rocky Road to Dublin
«Rocky Road to Dublin» «Кам’яниста дорога в Дублін» — ірландська пісня XIX ст. про події, які відбуваються з чоловіком на його шляху в Ліверпуль з його рідного містечка Туам. Мелодія має типовий ірландський ритм, класифікований як сліп-джига.
Пісня згадана і частково процитована кілька разів персонажем Містером Дізі у романі «Улісс» Джеймса Джойса.
Слова були написані ірландським поетом D.K. Gavan, для англійського виконавця мюзік-хола Гаррі Кліфтона (1824-1872), який і популяризував цю пісню.
Версія цієї пісні у виконанні колектива The Dubliners використовувалася в фільмі «Шерлок Холмс», 2009 року.

## Лірика
Версія Магнуса О'Коннора в 1901:
In the merry month of June, when first from home I started,
And left the girls alone, sad and broken-hearted.
Shook hands with father dear, kissed my darling mother,
Drank a pint of beer, my tears and grief to smother;
Then off to reap the corn, and leave where I was born.
I cut a stout black-thorn to banish ghost or goblin;
With a pair of bran new brogues, I rattled o’er the bogs —
Sure I frightened all the dogs on the rocky road to Dublin.
(Приспів)
For it is the rocky road, here’s the road to Dublin;
Here’s the rocky road, now fire away to Dublin !
The steam-coach was at hand, the driver said he’d cheap ones.
But sure the luggage van was too much for my ha’pence.
For England I was bound, it would never do to balk it.
For every step of the road, bedad I says I, I’ll walk it.
I did not sigh or moan until I saw Athlone.
A pain in my shin bone, it set my heart a-bubbling;
And fearing the big cannon, looking o’er the Shannon,
I very quickly ran on the rocky road to Dublin.
In Mullingar, that night, I rested limbs so weary.
Started by daylight, with spirits light and airy;
Took a drop of the pure, to keep my spirits from sinking,
That’s always an Irishman’s cure, whenever he’s troubled with thinking.
To see the lassies smile, laughing all the while
At my comical style, set my heart a-bubbling.
They axed if I was hired, the wages I required.
Until I was almost tired of the rocky road to Dublin.
In Dublin next arrived, I thought it was a pity
To be so soon deprived of a view of that fine city;
'Twas then I took a stroll, all among the quality,
My bundle then was stole in a neat locality,
Something crossed my mind, thinks I, I’ll look behind.
No bundle could I find upon my stick a-wobbling.
Inquiring for the rogue, they said my Connaught brogue.
It wasn’t much in vogue on the rocky road to Dublin.
A coachman raised his hand as if myself was wanting,
I went up to a stand, full of cars for jaunting;
«Step up, my boy!» says he; "Ah, ah I that I will with -pleasure,"
«And to the strawberry beds, I’ll drive you at your leisure.»
«A strawberry bed?» says I, «faith, that would be too high!»
«On one of straw I’ll lie, and the berries won’t be troubling;»
He drove me out as far, upon an outside car.
Faith! such jolting never wor on the rocky road to Dublin.
I soon got out of that, my spirits never failing,
I landed on the quay, just as the ship was sailing.
The captain at me roared, swore that no room had he.
But when I leaped on board, they a cabin found for Paddy.
Down among the pigs I played such rummy rigs,
Danced some hearty jigs, with water round me bubbling.
But when off Holyhead, I wished that I was dead,
Or safely put in bed, on the rocky road to Dublin.
The boys in Liverpool, when on the dock I landed.
Called myself a fool, I could no longer stand it;
My blood began to boil, my temper I was losing.
And poor old Erin’s Isle, they all began abusing.
"Hurrah! my boys, " says I, my shillelagh I let fly.
Some Galway boys were by, they saw I was a hobble in;
Then with a loud «hurrah !» they joined me in the fray.
Faugh-a-ballagh! clear the way for the rocky road to Dublin.

Версія The High Kings в 2008:

In the merry month of June from me home I started
Left the girls of Tuam nearly broken hearted
Saluted Father dear, kissed me darling mother
Drank a pint of beer, me grief and tears to smother
Then off to reap the corn, leave where I was born
Cut a stout blackthorn to banish ghosts and goblins
A brand new pair of brogues, rattlin' o'er the bogs
Frightenin' all the dogs on the rocky road to Dublin
One two three four five Hunt the Hare and turn her down the rocky road
And all the way to Dublin, Whack fol lol le rah!
In Mullingar that night I rested limbs so weary
Started by daylight me spirits bright and airy
Took a drop of the pure Keep me heart from sinking
That's the Paddy's cure whenever he's on drinking
To see the lassies smile, laughing all the while
At me curious style, 'twould set your heart a bubblin'
An' asked if I was hired, wages I required
'Till I was nearly tired of the rocky road to Dublin
One two three four five Hunt the Hare and turn her down the rocky road
And all the way to Dublin, Whack fol lol le rah!
In Dublin next arrived, I thought it such a pity
To be soon deprived a view of that fine city
Well then I took a stroll, all among the quality
Bundle it was stole, all in a neat locality
Something crossed me mind, when I looked behind
No bundle could I find upon me stick a wobblin'
Enquiring for the rogue, said me Connaught brogue
Wasn't much in vogue on the rocky road to Dublin
One two three four five Hunt the Hare and turn her down the rocky road
And all the way to Dublin, Whack fol lol le rah!
From there I got away, me spirits never falling
Landed on the quay, just as the ship was sailing
The Captain at me roared, said that no room had he
When I jumped aboard, a cabin found for Paddy
Down among the pigs, played some funny rigs
Danced some hearty jigs, the water round me bubbling
When off Holyhead wished meself was dead
Or better far instead On the rocky road to Dublin
One two three four five Hunt the Hare and turn her down the rocky road
And all the way to Dublin, Whack fol lol le rah!
The boys of Liverpool, when we safely landed
Called meself a fool, I could no longer stand it
Blood began to boil, temper I was losing Poor old
Erin's isle they began abusing "Hurrah me soul!" says I, me shillelagh I let fly
Some Galway boys were nigh and saw
I was a hobble in With a loud "Hurray!" joined in the affray
We quickly cleared the way for the rocky road to Dublin
One two three four five Hunt the Hare and turn her down the rocky road
And all the way to Dublin, Whack fol lol le rah!
Hunt the Hare and turn her down the rocky road
And all the way to Dublin, Whack fol lol le rah! Whack fol lol le rah! Whack fol lol le rah!

### Варіанти
Є багато варіантів тексту. Наприклад "Червень" в першому рядку часто замінюється на травень, і тому подібне. Більшість інтерпретацій ХХ століття опускає другі і треті від кінця двовіршя, і замінює приспів наступним:
One two three four five,
Hunt the hare and turn her down the rocky road
And all the way to Dublin, whack-fol-la-de-da !

### Переклад
Переклад однієї із версій пісні українською мовою:

В прекрасному місяці червні я покинув свій дім,
Залишивши дівчат Туама сумними і з розбитими серцями.
Розпрощався з дорогим батьком, поцілував мою добру матір,
Випив пінту пива, щоб мій жаль і сльози вгамувати,
Потім вирушив, минаючи лани,
Покинув місце де народився.
Зрізав чорного терену, щоб відлякати привидів і гоблінів,
Купив пару чобіт, які стукали, поки я йшов через болота,
І налякав тим всіх псів на кам’янистій дорозі в Дублін.

Раз, два, три, чотири, п’ять,
Полював за зайцем, і гнався за ним
По кам’янистій дорозі в Дублін, тра-ла-ла-ла-ла!

В Муллінгарі я відпочивав, ноги так втомилися,
Вирушив спозаранку, наступного ранку,
Випив чарку, щоб моє серце не злякалося,
Ліки для ірландця - це коли він випиває.
Помітив дівочі посмішки, і почув їхній сміх,
Моє цікаве життя, ось що захоплювало їх
Спитали, де я найнявся, скільки я заробляю,
А я вже майже втомився від кам’янистої дороги в Дублін.

Раз, два, три, чотири, п’ять,
Полював за зайцем, і гнався за ним
По кам’янистій дорозі в Дублін, тра-ла-ла-ла-ла!

Коли я прибув у Дублін я подумав, що жаль буде
Так рано поїхати з такого гарного міста.
Тоді я пішов прогулятися серед цієї краси,
і в мене вкрали мій пакунок, десь в цій місцині
Я про щось задумався, а коли озирнувся
Його вже не було, на палиці, на якій він гойдався
‘‘Шукати негідника - сказали мені з Коннаутським акцентом-
Не було дуже популярно на кам’янистій дорозі в Дублін.‘‘

Раз, два, три, чотири, п’ять,
Полював за зайцем, і гнався за ним
По кам’янистій дорозі в Дублін, тра-ла-ла-ла-ла!

Пішов я звідти, не падаючи духом,
Висадився біля пристані, якраз корабель звідти відходив,
Капітан гаркнув на мене, сказав що не має місця для мене,
Проте, коли я вистрибнув за борт,
Там знайшлося місце для ірландця,
Хтось внизу біля свиней грав,
Хтось танцював сердечну джигу, вода навколо мене пінилася,
Коли ми покинули Холіхед, я хотів померти,
Або, ще краще, бути далеко звідси на кам’янистій дорозі в Дублін.

Раз, два, три, чотири, п’ять,
Полював за зайцем, і гнався за ним
По кам’янистій дорозі в Дублін, тра-ла-ла-ла-ла!

Хлопці з Ліверпулю, коли ми щасливо пришвартувалися,
Назвали мене дурнем, я не збирався це терпіти,
Кров почала закипати, я вже зривався,
Старий острів Ірландія вони почали ображати,
’’Чорт забирай!’’- вигукнув я, і пустив в хід дрючок.
Кілька Гоулвейських були недалечко,
І, побачивши що я у біді,
З гучним ‘‘Ура!‘‘ вони приєдналися до бійки,
І ми показали, що абихто не ходить по кам’янистій дорозі в Дублін.

Раз, два, три, чотири, п’ять,
Полював за зайцем, і гнався за ним
По кам’янистій дорозі в Дублін, тра-ла-ла-ла-ла!

## Відомі виконавці пісні
- Берт Дженш.
- Blaggards, в 2005.
- Brobdingnagian Bards, в 2002.
- The Blarney Lads.
- Blood or Whiskey, в 1996.
- Christy Moore, у 2000.
- The Clancy Brothers with Tommy Makem, в 1964.
- Clandestine, в 1996.
- Cruachan, в 2002.
- Damien Dempsey, в 2008.
- Dropkick Murphys, в 2001 і 2002.
- Fiddler's Green, в 1992.
- Orthodox Celts, в Green Roses, в 1999.
- The Dubliners, в 1964.
- Luke Kelly, в 1973.
- Gaelic Storm, в 1998.
- The Pogues, як мелодія до If I Should Fall from Grace with God і в Just Look Them in The Eye and Say. PogueMahone!.
- Paddy Reilly, в 1985.
- The Rolling Stones спільно з The Chieftains в 1995.
- Ryan's Fancy, в 1973.
- The Incredible Fling Band в Can You Handle the Situation? (1992).
- The Young Dubliners, в альбомі 1994 Rocky Road і With All Due Respect - The Irish Sessions, в 2007.
- The High Kings, в 2008.
- The Tossers, в 2008.
- The Permanent Cure, в 1996
- The Irish Descendants .
- Belfast Food, у 2000.
- Culann's Hounds, в 2008.
- У фільмі «Шерлок Холмс» (ремастеринг групи The Dubliners), в 2009.
- Alina Gingertail, в 2017 [2] .